# Завьялов, Александр Михайлович
Александр Михайлович Завья́лов (1 марта 1947, Омск — 28 февраля 2016, Омск) — советский и российский учёный в области динамики рабочих процессов дорожно-строительных машин, доктор технических наук, профессор. Изобретатель СССР. Заслуженный работник высшей школы РФ (2003).

## Биография
Окончил Омский педагогический институт (1968). В период с 1972 по 2012 годы работал в СибАДИ. Преподаватель кафедры теоретической механики (1974—1981), старший преподаватель (1982—1983), доцент (1983—1988), заведующий кафедрой (1988—2002) высшей математики, проректор по научной работе (2002—2011). Являлся председателем двух диссертационных советов по защите докторских и кандидатских диссертаций при СибАДИ.
В 1980 году защитил кандидатскую диссертацию «Исследование рабочего процесса бульдозерного скрепера»; в 1999 году — докторскую диссертацию на тему «Основы теории взаимодействия рабочих органов дорожно-строительных машин со средой».

## Научная деятельность
Опубликовал более 260 научных работ. Основные направления научных исследований — математическое моделирование динамических процессов механических систем; проектирование и создание эффективных строительных, коммунальных и технологических машин. Разработал модели базисных процессов взаимодействия рабочих органов дорожно-строительных машин со средой; создал технические решения перемещения разрабатываемой среды профилем произвольной конфигурации для проектирования эффективных рабочих органов дорожно-строительных машин; вместе с коллегами выполнил цикл теоретических исследований в области отыскания решений краевой задачи плоского одномерного движения грунта.